# Étienne Daho
Étienne Daho (ur. 14 stycznia 1956 w Oranie) – francuski piosenkarz, autor tekstów i producent muzyczny, który wydał wiele popowych hitów od 1981 roku.

## Kariera
Étienne Daho, jego śpiew niskim, szepcącym głosem porównywanym niekiedy do głosu Leonarda Cohena lub Cheta Barkera oraz tworzona muzyka wykreowały go na kultowego gwiazdora muzyki pop, szczególnie we Francji. On sam za źródło swych inspiracji podaje Serge’a Gainsbourga, The Velvet Underground, The Beach Boys i Syda Barretta. Wszystkie jego albumy płytowe zdobyły co najmniej złoto lub platynę, w tym albumy "Mythomane" w 1981 r., "La notte, la notte" w 1984 r., "Pop satori" w 1986 r., stworzone wraz z młodym Williamem Orbitem, "Pour nos vies martiennes" w 1988 r. oraz podwójną platynę za "Paris ailleurs" w 1991 r., nagrany w Nowym Jorku.
Współpracuje z wieloma innymi artystami, zarówno na scenie jak i w studiu, także jako producent. Współpracował z Arthurem Bakerem, Air, Working Week, zespołem nowej fali lat ’80 Comateens, Jane Birkin, Marianne Faithfull, Françoise Hardy oraz innymi. Jego utwory były remiksowane przez Air, Fischerspooner, Amon Tobin i Williama Orbita.
Jego album Eden z roku 1996 prezentuje szereg utworów w elektronicznej aranżacji, włączając w to ballady, utwory drum ’n’ bassowe i dance’owe. Śpiewał w duecie z Astrud Gilberto ("Les bords de Seine") i przy akompaniamencie The Swingle Singers w "Timide intimité". Wspierający wokal w kilku piosenkach zapewniała Lyn Byrd z Comateens, Sarah Cracknell (współautorka "Les passagers") oraz Elli Medeiros.
Eden został następnie ponownie wydany na anglojęzyczne rynki wraz z doskonałymi recenzjami piosenki "A New World", będącej anglojęzyczną wersją "Au Commencement".
Po nagrodzonej dwukrotną platyną płycie Best of Singles w 1998 r., numerem jeden Corps & armes w 2000 Daho zrezygnował z muzyki elektronicznej skłaniając się w stronę dźwięków orkiestry i tradycyjnych instrumentów: pianina, gitary akustycznej, trąbki, dyrygowanej przez Wila Malone. Jeden z utworów to anglojęzyczny duet z Vanessą Daou ("Make Believe"). Na album składają się również takie utwory jak "Le brasier", "La baie" oraz "Ouverture".
Daho ponownie zmienił styl wraz z mrocznym i nastrojowym albumem Réévolution w roku 2004, wprowadzającym rock do jego repertuaru. Wyprodukował także hit "If" z Charlotte Gainsbourg, jak również inspirowane Philem Spectorem "Retour a toi" oraz "Les liens d'Eros" z Marianne Faithfull, czytającej Wenus w futrze Leopolda von Sacher-Masocha.
W roku 2005, Daho wydał album live Sortir Ce Soir, zawierający wszystkie największe przeboje zaśpiewane w czasie trasy koncertowej.
Przy kręceniu klipów współpracował m.in. z Pierre et Gilles, Michelem Gondry, Nickiem Knightem, Jean-Pierre’em Jeunetem, Inez van Lamsweerde i Guyem Peellaertem.

## Tłumaczenie i covery
- Daho ponownie nagrał piosenkę "Au Commencement" w języku angielskim jako "A New World" na rynek anglojęzyczny.
- Wydał dance’owe remiksy stworzone przez Williama Orbita z niektórych swoich przebojów lat ’80, takich jak "Épaule Tattoo", w latach ’90.
- Hiszpańska piosenkarka Luz Casal nagrała hiszpańskojęzyczny cover piosenki "Duel au soleil" zatytułowany "Un Nuevo Dia Brillara", który stał się przebojem.
- Singel He's on the Phone Saint Etienne jest mocno wzorowany na przeboju Daho "Week end à Rome", jego głos z oryginalnego nagrania. Daho współpracował z zespołem również przy kilku innych piosenkach.

## Dyskografia

### Single
- "Il ne dira pas" (1981)
- "Le grand sommeil" (1982)
- "Sortir Ce Soir" (1983)
- "Week end à Rome" (1984)
- "Tombé pour la France" (1985)
- "Épaule tattoo" (1986)
- "Duel au soleil" (1986)
- "Bleu comme toi" (1988)
- "Des heures hindoues" (1988)
- "Caribbean Sea" (1989)
- "Stay with Me" (1989)
- "Le Grand Sommeil" (Live) (1989)
- "Le Plaisir de Perdre" (Live) (1989)
- "Saudade" (1991)
- "Des attractions desastre" (1992)
- "Les voyages immobiles" (1992)
- "Comme un igloo" (1993)
- "Un homme à la mer" (1993)
- "Mon manege à moi" (1993)
- "Jungle Pulse" (1995)
- "Soudain" (1997)
- "Au Commencement" (1996)
- "A New World" (1997)
- "Sur mon cou" (1998)
- "Le premier jour (du reste de ta vie)" (1998)
- "Ideal" (1998)
- "Le Brasier" (2000)
- "La Nage Indienne" (2000)
- "Rendez-vous à Vedra" (2000)
- "Ouverture" (2000)
- "Comme un Boomerang" (z Danii) (2001)
- "Retour à toi" (2004)
- "If" (z Charlotte Gainsbourg) (2004)
- "Réévolution" (2004)
- "Sortir Ce Soir" (2005)
- "Tombé pour la France" (Fischerspooner’s remix) (2006)
- "Le grand sommeil" (Sweetlight remix) (2006)
- "L'Invitation" (2007)
- "Obsession" (2008)
- "La Vie Continuera" (2008)
- "L'Adorer" (2008)
- "Le grand Sommeil" (z Katerine (2009)

### Albumy
- Mythomane (1981)
- La notte, la notte (1984)
- Tombé pour la France (minialbum) (1985)
- Pop satori (1986)
- Pour nos vies martiennes (1988)
- Live ED (1989)
- Paris ailleurs (1991)
- DahOlympia (1993)
- Réserection (EP z St. Etienne) (1995)
- Eden (1996)
- Singles (1998)
- Corps et armes (2000)
- Daho Live (2001)
- Dans la peau de Daho (long box) (2002)
- Réevolution (2003)
- Sortir ce soir (best of live) (2005)
- Pop satori Deluxe (boxset) (2006)
- L'invitation (2007)
- "Daho Pleyel Paris" (2009)

### Wideografia
- 1986 : Une Nuit Satori à l'Olympia – VHS
- 1991 : Paris Ailleurs – VHS
- 1993 : Daholympia – VHS
- 1998 : Intégrale des Clips – VHS/DVD
- 2001 : Daho Live – VHS/DVD
- 2005 : Sortir Ce Soir – DVD
- 2008 : An Evening with Daho – DVD
- 2009 : Daho Pleyel Paris – DVD